# Fuente de la Rinconada
La fuente de la Rinconada, que estuvo situada en la plaza de la Rinconada —Valladolid, España— fue diseñada por el arquitecto del Ayuntamiento Francisco de Praves en el año 1618, contemporánea de su vecina la fuente Dorada y alimentada por el mismo viaje de aguas de Argales. La arquitectura de la fuente sufrió muchos cambios a lo largo de los siglos siguientes; a finales del siglo XIX y tras una reforma de la plaza se desmontó del todo. Otra nueva reforma efectuada en la década de 1990 permitió que en 1996 se instalase la Fuente de los Colosos, con proyecto del arquitecto Fernando González Poncio y esculturas de Pedro Monje. De la fuente del siglo XVII y del siglo XVIII no quedó nada tras el desmonte; las piedras se aprovecharon como base para la estatua de Cervantes que se erigió en la calle del Rastro delante de su casa y que fue trasladada después a la plaza de la Universidad. Pero además de este traslado se hizo la base o pedestal de la estatua completamente nuevo. De aquellas piedras de la Rinconada no queda nada.

## Historia
La actividad de la venta del pescado (lugar llamado la red), de los comerciantes, mercaderes, compradores, posadas y trasiego de ir y venir desde este enclave hasta la fuente Dorada suscitó la necesidad de una fuente pública, lo mismo que la fuente dorada de la cercana plazuela de la Gallinería Vieja. En 1603 el Ayuntamiento acordó instalar allí una nueva fuente aprovechando el nuevo viaje de aguas de Argales. De la construcción de esta fuente se encargó Francisco de Praves, maestro de obras reales y de la ciudad, en 1618. En 1622 se construyó allí mismo un abrevadero con el agua sobrante. La fuente tenía un remate en bronce dorado con una bola también de bronce. En los laterales pusieron unos mascarones y algunas cartelas. Estaba cercada con una reja de hierro y para llegar al pilón central había que subir tres gradas o escalones. El agua manaba por dos filas de caños de bronce.
Durante todo el siglo XVIII la fuente fue objeto de muchas reparaciones tanto de la conducción del agua por las cañerías como de la estructura en sí y de la ornamentación. Así en 1759 hubo que recomponer algunas piezas deterioradas en el remate. El trabajo lo hicieron Diego Rodríguez de Valle y José Mayo que eran profesores de pintura y dorado. El historiador de Valladolid Manuel Canesi contaba en el año 1750 que en el entorno de esta fuente se hacía el mercado de los martes. La describe como «de grande hermosura y conveniencia; tenía un remate todo de bronce y se accedía a ella por una gradas de piedra. [...] Está en una plazuela que llaman de Jesús Nazareno [sic].»
En el siglo XIX fueron también casi constantes las reparaciones a tenor con las quejas y críticas que suscitaba pues según se decía su agua salía «sucia y con inmundicias». El Ayuntamiento se interesó por el estado de esta fuente a la que consideraba de gran importancia y decidió sustituirla por una nueva cuyos planos se presentaron en abril de 1841. El pilón se concluyó en junio de ese mismo año y el segundo cuerpo un mes después. Los remates y adornos se terminaron en el mes de agosto quedando el Ayuntamiento ampliamente complacido. Para terminar la obra se añadieron las estatuas que se guardaban en el almacén del consistorio. Las baldosas se trajeron del desmonte de la torre de la iglesia de san Juan que se derribó en 1841. Se colocaron también rejas y una farola y en el pilón se ajustaron cuatro piedras para asentar los cántaros. Después de tanto esmero y trabajos fue preciso proteger la fuente para lo que se pidió la ayuda al Capitán General de manera que éste proporcionó un centinela  para su vigilancia. Así llegó el último cuarto del siglo en que ya no se consideró la fuente ni tan importante ni tan necesaria y se desmontó por completo.
En 1876 el Ayuntamiento cedió el cuerpo bajo de la fuente para que sirviera como pedestal a la escultura del monumento a Cervantes. Era un módulo de dos cuerpos separados por hiladas de molduras. El cuerpo superior tenía unos nichos con bustos en sus cuatro caras. La Academia de Bellas Artes de la Purísima Concepción no creyó que la piedra del pedestal fuera de suficiente calidad así que se sustituyó en 1877 por otro que es el que se conserva.